# Route mandarine
Pour les articles homonymes, voir Mandarine (homonymie).
La route mandarine est une route percée au XIXe siècle, sous l'empereur Gia Long, et qui relie le Sud du Viêt Nam (Cà Mau, dans le delta du Mékong) à la région de Lang Son, au nord, près de la frontière chinoise (poste de Ðồng Ðan). Elle est appelée route mandarine, car elle permettait autrefois aux mandarins et hauts fonctionnaires annamites de parcourir le pays,. Ses 1 730 kilomètres relient Hanoï aux villes principales du pays : Hué (ancienne capitale impériale), Danang, Nhatrang et Saïgon. Son itinéraire est aujourd'hui en partie repris par la route nationale 1.

## Dans la littérature
Cette route se trouve au cœur du roman de Roland Dorgelès Sur la route mandarine (1925). 